# Isolde Thümmler

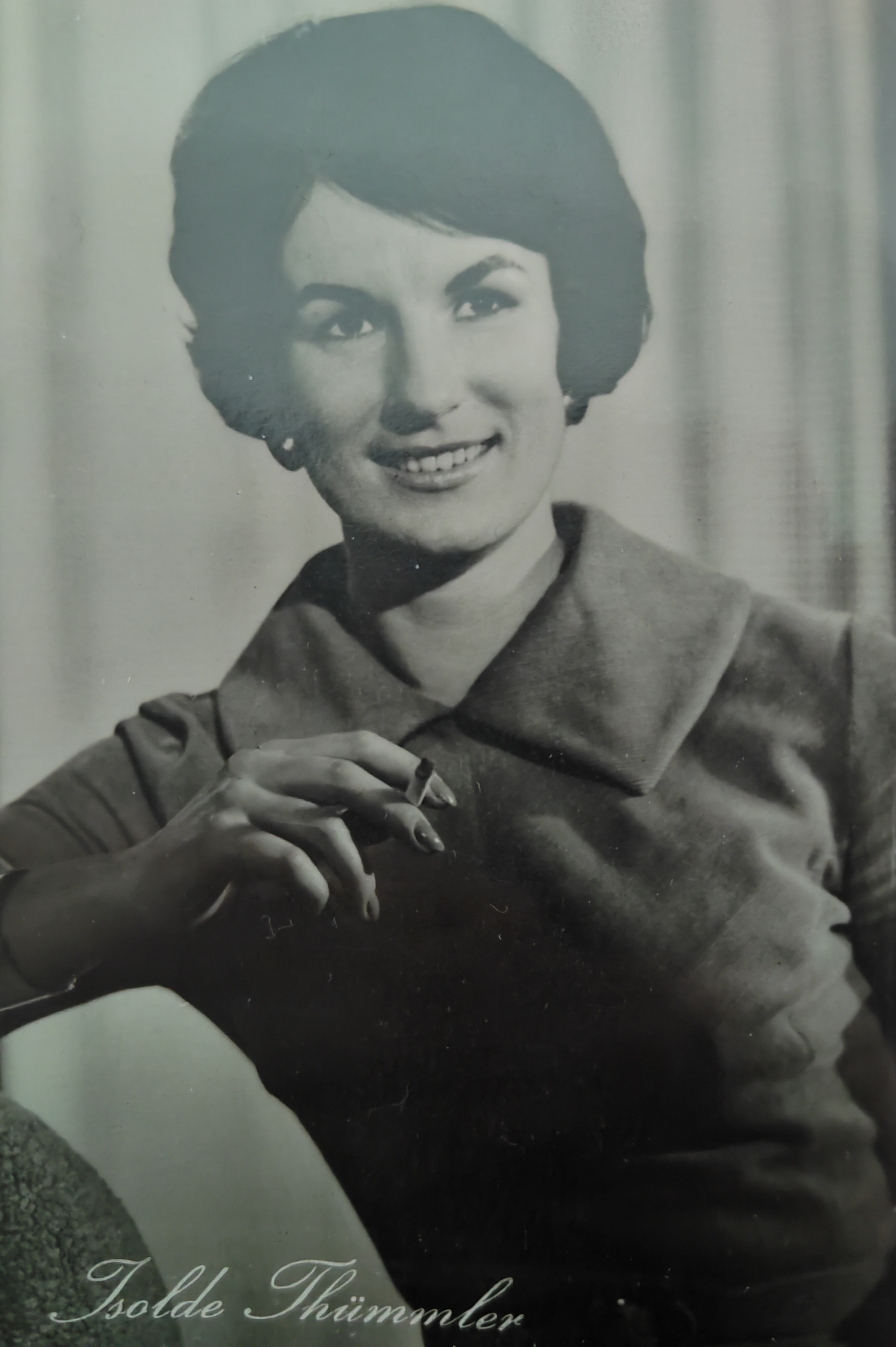
Isolde Thümmler auf einer Postkarte (1959)

Isolde Thümmler (* in den 1930er Jahren; auch Isolde Thümmler-Kierdorf) ist eine deutsche Schauspielerin, Moderatorin, Hörspiel- und Off-Sprecherin.

## Leben
Thümmler lebte lange Zeit in Ost-Berlin und spielte in den 1950er und 1960er Jahren in mehreren DEFA-Spielfilmen mit. 1965 gelang ihr die Flucht aus der DDR, nachdem sie 15 Monate im Stasi-Gefängnis Berlin-Hohenschönhausen inhaftiert gewesen war. In Westdeutschland arbeitete sie viele Jahre als Moderatorin beim Sender Freies Berlin, beim Hessischen Rundfunk und Bayerischen Rundfunk.
Zudem betätigte sie sich als Hörspielsprecherin und sprach Dokumentationen für den Bayerischen Rundfunk.
Von 1985 bis 2005 war sie (bis 1989 zusammen mit Wolfgang Grönebaum, danach mit Michael Brennicke und Joachim Höppner) „Off-Sprecherin“ in filmisch rekonstruierten Kriminalfällen in der Sendung Aktenzeichen XY … ungelöst. Durch diese Tätigkeit wurde sie auch einem breiten Publikum bekannt. In einigen der Filmfälle der Sendung war sie auch als Darstellerin zu sehen.
Sie lebt im Münchner Stadtteil Harlaching.

## Filmografie (Auswahl)
- 1952: Das verurteilte Dorf
- 1952: Frauenschicksale
- 1956: Der Teufelskreis
- 1958: Nur eine Frau
- 1958: Sonnensucher
- 1959: Reportage 57
- 1959: Der Zinker
- 1960: Fahrt ins Blaue
- 1962: Der Hexer
- 1985 bis 2005: Aktenzeichen XY … ungelöst (als Off-Sprecherin)
- 1977–1987: Aktenzeichen XY … ungelöst (als Darstellerin; insgesamt sieben Auftritte)
- 1993: SOKO München

## Hörspiele (Auswahl)
- 1984: Wolfgang Ecke: Wer ist der Täter? Kriminalfälle zum Mitraten: Folge: Inspector Parker und das Millionending (Erzählerin) – Redaktion, Künstlerische Aufnahmeleitung und Regie: Erwin Weigel (Original-Hörspiel, Kurzhörspiel, Kriminalhörspiel, Rätselsendung – BR)
- 1985: Michael Koser: Der letzte Detektiv (5. Folge: Requiem) (Vorzimmer-Robot) – Regie: Alexander Malachovsky (Originalhörspiel, Kriminalhörspiel, Science-Fiction-Hörspiel – BR)
- 1988: Franz-Maria Sonner: Wer ist der Täter? Kriminalfälle zum Mitraten: Folge: Die demokratische Geschichte (Radiosprecherin, Frauenstimme) – Redaktion und Regie: Erwin Weigel (Originalhörspiel, Kurzhörspiel, Kriminalhörspiel, Rätselsendung – BR)

Quelle: ARD-Hörspieldatenbank